# Теєр (Небраска)
Теєр (англ. Thayer) — селище (англ. village) в США, в окрузі Йорк штату Небраска. Населення — 44 особи (2020).

## Географія
Теєр розташований за координатами 40°58′13″ пн. ш. 97°29′48″ зх. д. / 40.97028° пн. ш. 97.49667° зх. д. (40.970305, -97.496645).  За даними Бюро перепису населення США в 2010 році селище мало площу 0,75 км², уся площа — суходіл.

## Демографія
Згідно з переписом 2010 року, у селищі мешкали 62 особи в 28 домогосподарствах у складі 20 родин. Густота населення становила 82 особи/км².  Було 30 помешкань (40/км²).
Расовий склад населення:
| - 100,0 % — білих |

До двох чи більше рас належало 0,0 %. Частка іспаномовних становила 0,0 % від усіх жителів.
За віковим діапазоном населення розподілялося таким чином: 19,4 % — особи молодші 18 років, 69,3 % — особи у віці 18—64 років, 11,3 % — особи у віці 65 років та старші. Медіана віку мешканця становила 50,8 року. На 100 осіб жіночої статі у селищі припадало 106,7 чоловіків;  на 100 жінок у віці від 18 років та старших — 108,3 чоловіків також старших 18 років.
Середній дохід на одне домашнє господарство  становив 70 470 доларів США (медіана — 62 500), а середній дохід на одну сім'ю — 81 024 долари (медіана — 64 375). За межею бідності перебувало 3,4 % осіб, у тому числі 0,0 % дітей у віці до 18 років та 28,6 % осіб у віці 65 років та старших.
Цивільне працевлаштоване населення становило 29 осіб. Основні галузі зайнятості: освіта, охорона здоров'я та соціальна допомога — 24,1 %, виробництво — 17,2 %, фінанси, страхування та нерухомість — 13,8 %, сільське господарство, лісництво, риболовля — 13,8 %.